# إسبانيول مدريد
نادي إسبانيول مدريد (بالإسبانية: Club Español de Madrid) كان ناد كرة قدم إسباني تأسس عام 1901 وانحل عام 1913.
حقق النادي لقب دوري منطقة مدريد مرتين موسمي 1904 و1909، كما وصل إلى نهائي كأس الملك مواسم 1904 و1909 و1910 إلا أنه خسرها جميعاً.